# 軒尼詩道官立小學（銅鑼灣）

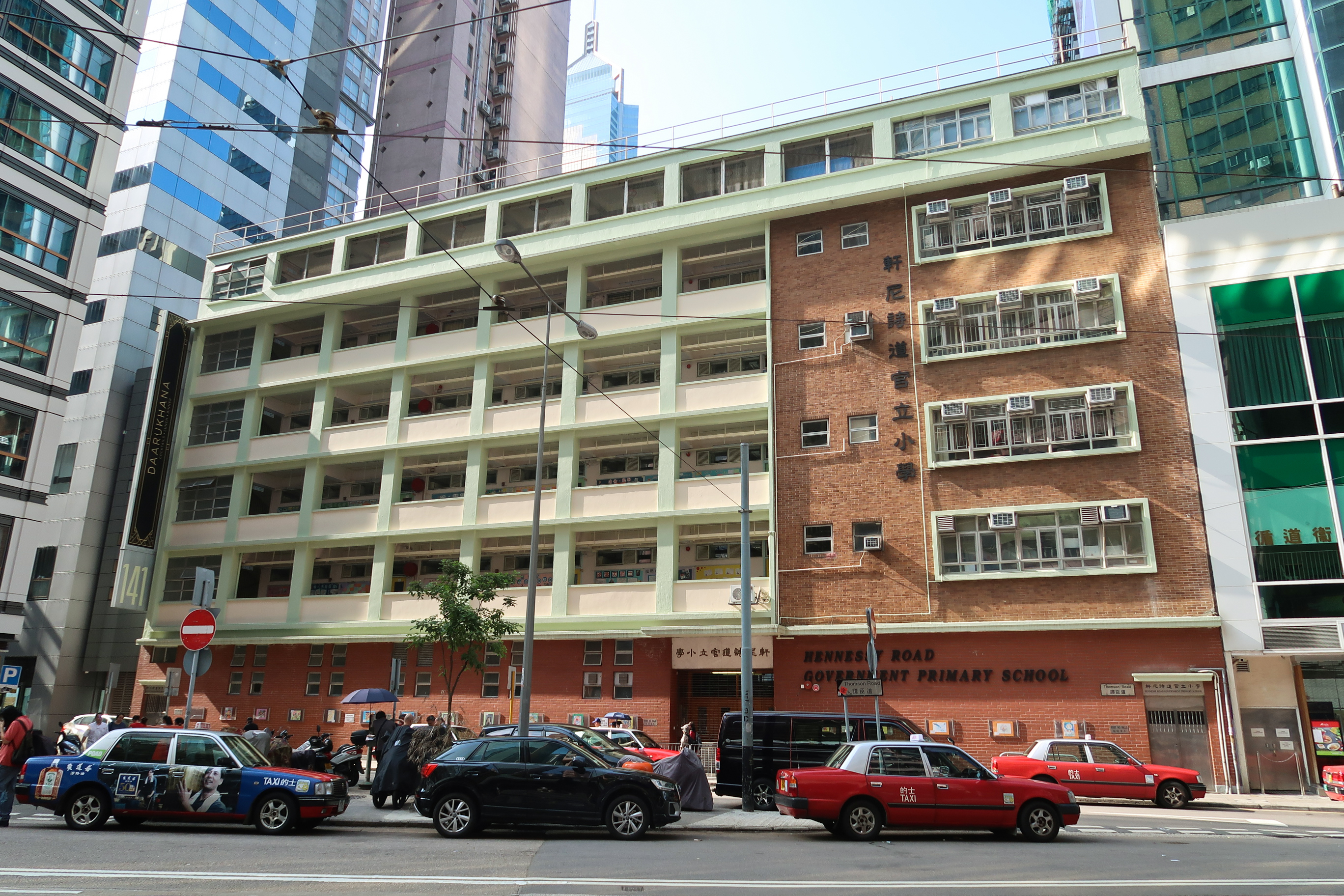
軒尼詩道官立下午小學舊址

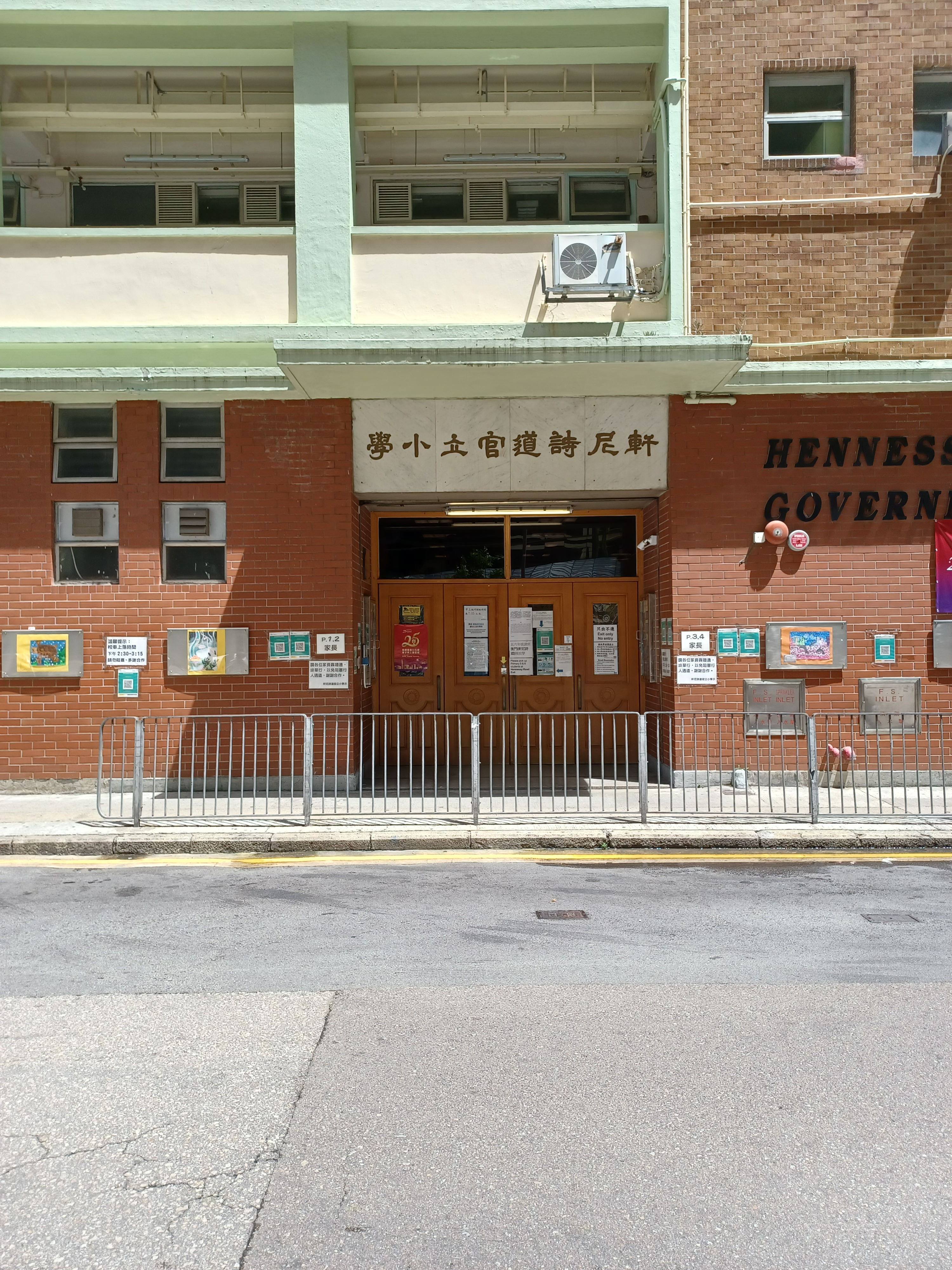
軒尼詩道官立下午小學舊址位於譚臣道的其中一個出入口

軒尼詩道官立小學（銅鑼灣）（英語：Hennessy Road Government Primary School (Causeway Bay)），前稱軒尼詩道官立下午小學。是香港一家小學，簡稱「軒官」、「軒下」或「軒銅」，舊址有三個出入口，外牆為紅磚，正門及側門位於譚臣道，而後門位於軒尼詩道。軒尼詩道官立下午小學已在2015年9月轉全日制，並遷往銅鑼灣東院道3號，即前聖馬利亞堂中學校舍，並命名為「軒尼詩道官立小學（銅鑼灣）」。

## 歷史
軒尼詩道官立小學於1949年9月15日開辦，當時只是一座兩層高的樓房，有12個課室，一個木工室，一個家政室和一個尚算合標準的禮堂。學生多是電車、電話和英美菸草公司工人的子弟。由於正值第二次世界大戰後，香港經濟正待復甦，當時的勞工家庭，生活相當清苦，部分學生除上學外，課餘更要幹粗活，幫助家計，因此學生程度較為參差。
教育署除了將校舍分成上、下午部招收學生外，又撥給羅富國師資學院校友會，籌辦夜間小學，專門收錄超齡失學青少年入讀，這間夜校自1950年至校舍重建才停辦。當時課程編排，術科（工藝）所佔的課節比重大，木工及家政科每星期有12節，超過總節數百分之30。副校長潘如珍女士憶述：由於當時學生多是勞工子弟，因此課程偏重於技術培養，老師為了配合教學需要，還要進修理髮、補鞋、烹飪、裁剪和木工等工藝課程。
1960年代初，收生範圍逐漸擴大，學生來自不同階層，因此校方亦逐步將技術科目節數比重減輕，使與一般小學課程相近。後期由於入讀人數日多，校舍不夠用，教育部門決定重建校舍。1962年7月至1963年9月期間，全校學生借讀於呂祺小學（現呂祺教育中心，已清拆），以方便施工。1963年9月25日新校落成啟用，計有課室30間，另設操場及特別室，全部符合標準校舍要求。
該校於1978年引入「活動教學」，之後該校於1993年及1994年相繼推行「學校管理新措施」和「學校行政及管理系統」。1995年，該校於一年級採用「目標為本課程」。同年，該校與教育署電腦網絡連繫成功，處理學校資料更為方便。此外，該校資訊科技小組亦於1998年成立，協助老師利用資訊科技授課。
由於學校位處鬧市，屢受噪音困擾，歷任校長不斷向有關部門反映，校舍兩翼課室得以先後裝置雙重隔聲玻璃及冷氣機，學習環境得以改善。1998年5月，該校再推行擴建校舍新翼工程，二樓為教員休息室及輔導室，三、四樓為上、下午校教員室，五樓為圖書館，至於舊翼部分課室則改為學生活動室、接見室及電腦室。
2011年9月30日晚上以公平、公正、公開方式，由學校管理委員會主席抽籤，終決定下午校遷往銅鑼灣東院道校舍，上午校則留在譚臣道原址。

## 歷任校長
1. 胡興德 1949年9月 – 1950年8月
2. 易啟鏘 1950年9月 – 1956年8月
3. 潘如珍 1956年9月 – 1962年7月
4. 王吐珠 1963年9月 – 1966年8月
5. 鄺耀普 1966年9月 – 1968年8月
6. 梁根基 1968年9月 – 1969年8月
7. 戴維斯 1969年9月 – 1970年8月
8. 唐天德 1970年9月 – 1976年8月
9. 何麗雲 1976年9月 – 1979年8月
10. 周澤雄 1979年9月 – 1990年8月
11. 陸洪鈞 1990年9月 – 1993年8月
12. 葉少卿 1993年9月 – 1999年8月
13. 陳玉雅 1999年9月 – 2005年8月
14. 鄭惠玲 2005年9月 – 2020年8月
15. 勞佩珊 2020年9月 – 現在

## 學校行政架構

### 教學人員
校長、副校長、主任、教師、圖書館主任和外藉英語老師 。

### 非教學人員
言語治療師、 註校社工、 助理文書主任、辦公室助理員、二級工人及文書助理。

## 班級結構
- 學校分為30班
  - 小一：一勤（1H）、一儉（1R）、一樂（1G）、一普（1P）、一勇（1S）
  - 小二：二勤（2H）、二儉（2R）、二樂（2G）、二普（2P）、二勇（2S）
  - 小三：三勤（3H）、三儉（3R）、三樂（3G）、三普（3P）、三勇（3S）
  - 小四：四勤（4H）、四儉（4R）、四樂（4G）、四普（4P）、四勇（4S）
  - 小五：五勤（5H）、五儉（5R）、五樂（5G）、五普（5P）、五勇（5S）
  - 小六：六勤（6H）、六儉（6R）、六樂（6G）、六普（6P）、六勇（6S）

每級設有五班：
- 按學生名次，成績較佳組別的學生編入H班；
- 其餘學生會按成績混合編入R班、G班、P班及S班。
- 一年級以英文名次序分班

六年級將會由上年度的五年級原班升讀本年度的六年級，不作任何調動。

## 官立中學的聯繫
- 聯繫之官立中學有皇仁書院、庇理羅士女子中學、鄧肇堅維多利亞官立中學、 金文泰中學及何東中學

## 學校運作

### 上課時間
- 全日制上學時間：
- 一至三年級上午8時15分至下午3時10分
- 四至六年級上午8時15分至下午3時15分

### 測考制度
二年級至六年級兩測兩考。按兩學期期考成績分班。

### 校車服務
為學生安排9條校車線（A車至I車）和一條保母車線，東至將軍澳，南至貝沙灣。校車委員會負責監管校車公司，以確保校車公司提供完善的學童接載服務。

### 服務團隊
領袖生,校車車長及校車服務生,中央圖書館領袖生,資訊校園大使,課外活動大使,環保大使,學科大使,英語大使,中文大使，普通話大使,小小老師,校服檢查助理,幼童軍,少年警訊,公益少年團。

### 學藝班
開設樂器班29班，木笛團培訓班，普通話班，奧數班，中英文話劇班，舞龍班，西方舞校隊訓練班，籃球班，游泳校隊，乒乓球校隊、羽毛球和steam校隊。
家長教師會也積極為學生提供有益身心的體育活動，於課餘時開設足球班，游泳班，乒乓球班及羽毛球班。

## 學生支援服務

### 學生支援
利用「及早識別」、「及早介入」、「全校參與」及「家校合作」支援學生。

## 言語治療服務
該校聘有駐校言語治療師(約一星期四天)，支援校內有言語障礙的學生。

## 校友
- 黃仁龍：前律政司司長
- 梅廣釗：香港作曲家、香港作曲家聯會主席[1]
- 譚穎倫：粵劇演員。為2013年度藝術新秀獎(戲曲)得主。2023年獲聘任為「慶穎新粵劇團」文武生。
- 姜濤：藝人、演員、歌手。參加由 ViuTV 主辦 Good Night Show 全民造星1成為冠軍。連續兩屆成為《叱咤樂壇流行榜頒獎典禮》「我最喜愛的男歌手」。[註 1]
- Delta T：香港饒舌歌手、 音樂製作人。曾為張敬軒填詞，2021年奪得《新城勁爆流行榜頒獎典禮》最佳合唱歌曲獎。
- 吳懷世：香港青年指揮家。吳懷世於2014年創立馬勒樂團，又於2019年起擔任首爾愛樂樂團副指揮。他於2017年獲得由香港民政事務局局長所頒發的嘉許狀，並於2018年獲得由香港藝術發展局所頒發的2017香港藝術發展獎——藝術新秀獎。[註 2]
- 李羲樺：導演、攝影師、藝術家。他的作品《綠色的牆》榮獲香港人權藝術獎2021 冠軍，短片曾於倫敦巴比肯藝術中心放映。
- 沈旭暉：香港國際關係學者
- 小克：香港填詞人（1986年小六）[2]
- 黃宜弘：已故前香港立法會功能界別建制派議員[3]
- 羅永聰：前財政司政治助理[註 3]
- 鄧特希：香港電視劇編劇、導演、監製[註 4]
- 鍾晴：香港填詞人
- 江美儀：香港女演員
- 吳君祥：藝人吳君如胞弟[註 5]
- 岑寶兒：前香港女藝人[註 6]
- 鄭詩君：香港男藝人[註 7] (1996年畢業)
- 徐濠縈：前香港女藝人[4]（1986年小六）

## 外部連結
- 軒尼詩道官立小學(銅鑼灣)
- 小學概覽 （页面存档备份，存于）